# 母港

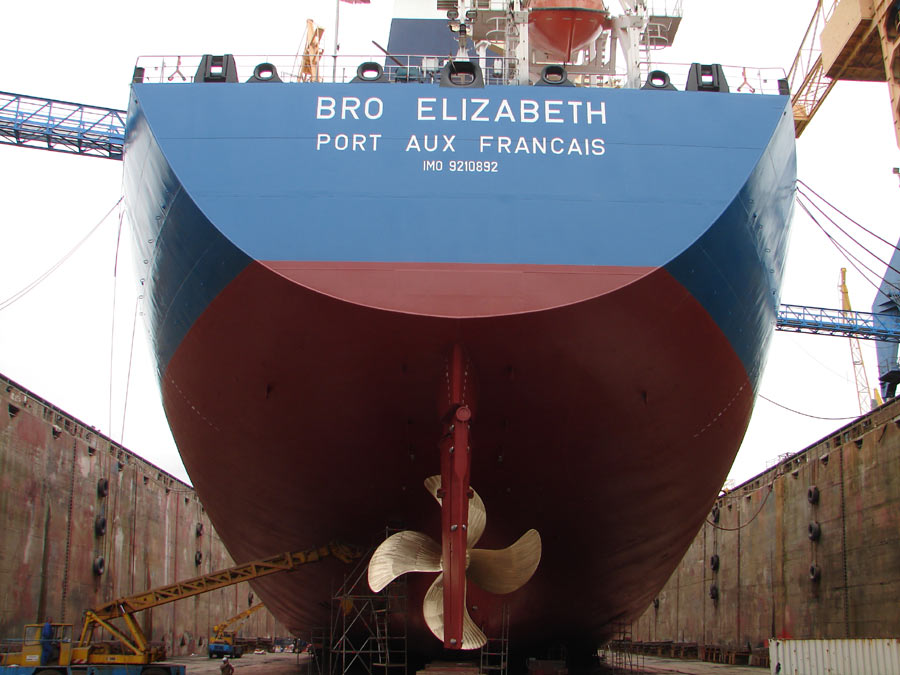
船尾の船名の下に船籍港（この船の場合はポルトーフランセ）が記されている

母港（ぼこう、英語: home port）とは、ある船が拠点を置く港。船籍港（せんせきこう、英語: port of registry）とは必ずしも一致しない。登録文書や船尾に記される。

## 海上自衛隊
海上自衛隊でいわゆる「母港」とされるものは、自衛艦等が籍を置く地方総監部又は地区総監部のある基地である。籍を置くのとは別に、訓令等で「定係港」が定められる。

## 日本海軍
日本海軍においては、軍艦などが籍を置くのは鎮守府に限られ、1935年から一部船舶の本籍が要港部（後の警備府）に置かれるようになったのみで、また「定係港」は別であった。